# Goudelancourt-lès-Pierrepont
Goudelancourt-lès-Pierrepont es una comuna francesa situada en el departamento de Aisne, de la región de Alta Francia.

## Geografía
Está ubicada a 20 km al noreste de Laon.

## Demografía
| 225 | 200 | 157 | 148 | 129 | 147 | 131 | 143 |
| Para los censos de 1962 a 1999 la población legal corresponde a la población sin duplicidades (Fuente: INSEE [Consultar]) |     |     |     |     |     |     |     |